# Cécidomyies des aiguilles du douglas
Espèce
Les Cécidomyies des aiguilles du douglas (Contarinia pseudotsugae sensu lato) sont un complexe d'espèces de diptères de la famille des Cecidomyiidae qui provoquent des galles sur les aiguilles du douglas (Pseudotsuga menziesii). Ce complexe comprend trois espèces très proches morphologiquement : C. pseudotsugae, C. cuniculator et C. constricta qui ont une écologie similaire et ont été décrites en 1961 par Condrashoff (d) au Canada. Elles ne doivent pas être confondues avec d'autres cécidomyies vivant sur le douglas, en particulier dans les cônes, comme Contarinia oregonensis.

## Biologie

### Cycle de vie
Le cycle de vie a été décrit en détail au Canada par Condrashoff. Les adultes pondent vers le mois de mai sur les jeunes aiguilles de l'année au niveau des bourgeons en train de débourrer. Les larves pénètrent ensuite dans les aiguilles et provoquent la formation d'une galle qui déforme les tissus et les colorent en jaune ou en rouge/pourpre et parfois peut déformer l'aiguille (variable selon les espèces). Plusieurs larves peuvent pénétrer dans une même aiguille. Il faut ensuite attendre la mi-septembre pour voir apparaître le 3e (dernier) stade larvaire. Les larves quittent les aiguilles en novembre-décembre et sortent de préférence quand il fait froid, s'enterrent dans le sol et tissent un cocon sans se transformer en pupe pour passer l'hiver. Les larves de couleur rouge, jaune ou blanche peuvent couvrir le sol par millions à la fin de l'automne. Elles sont également capable de sauter comme d'autres larves de Cecidomyiidae en utilisant leur spatule sternale. La pupaison a lieu vers le mois d'avril et les adultes qui ne vivent que quelques jours émergent vers le mois de mai.

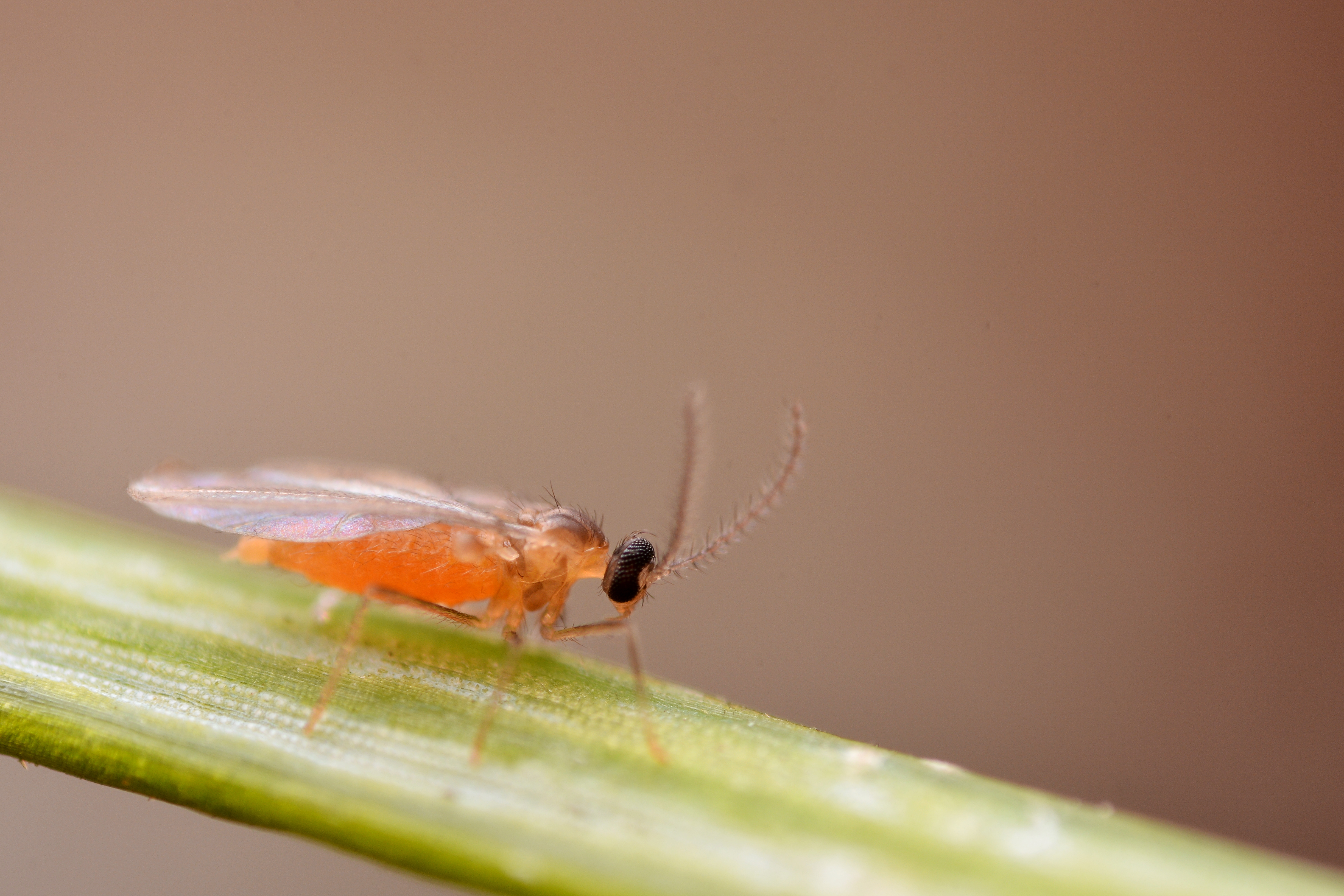
Femelle de Contarinia pseudotsugae
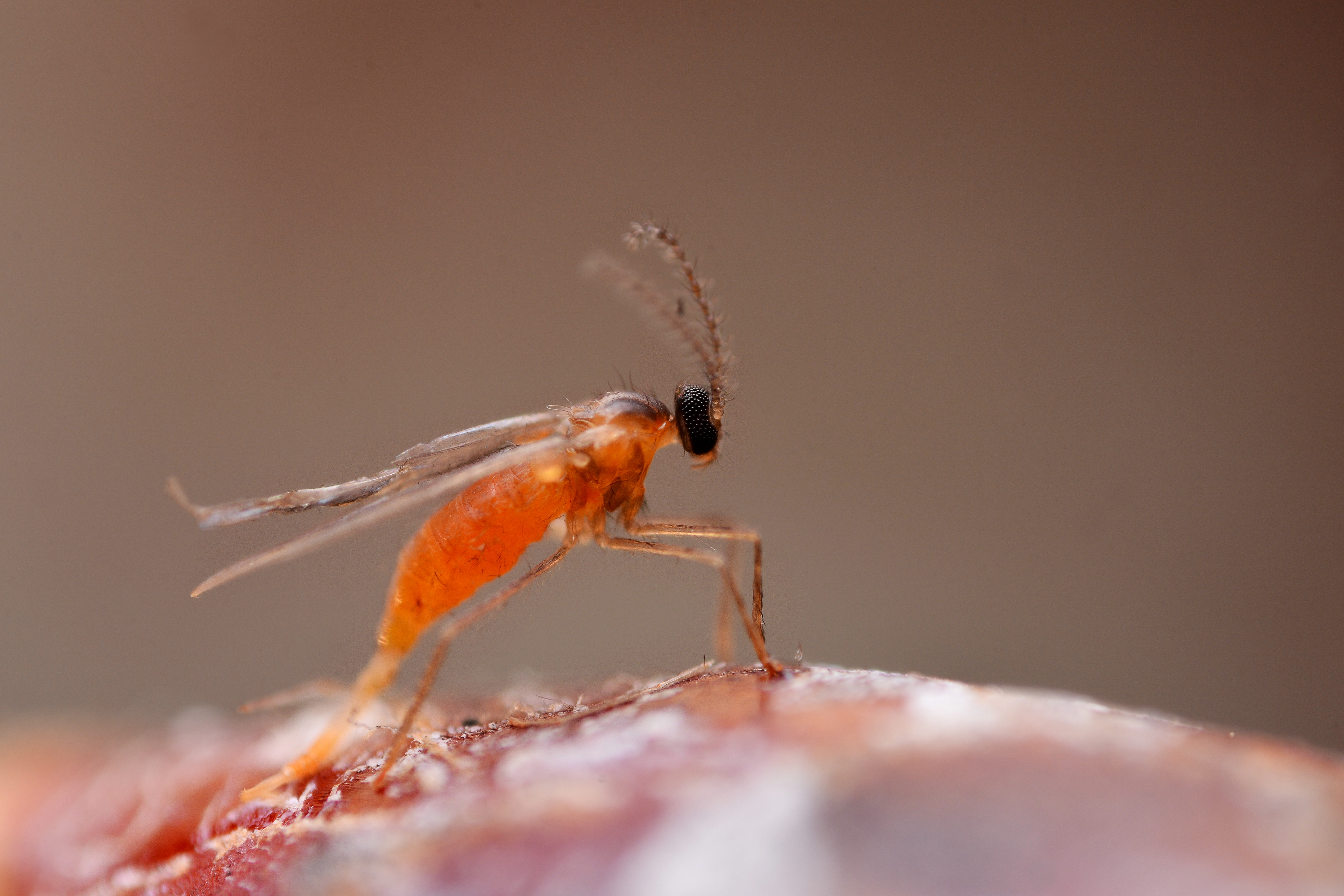
Femelle de Contarinia pseudotsugae ayant déployé son ovopositeur
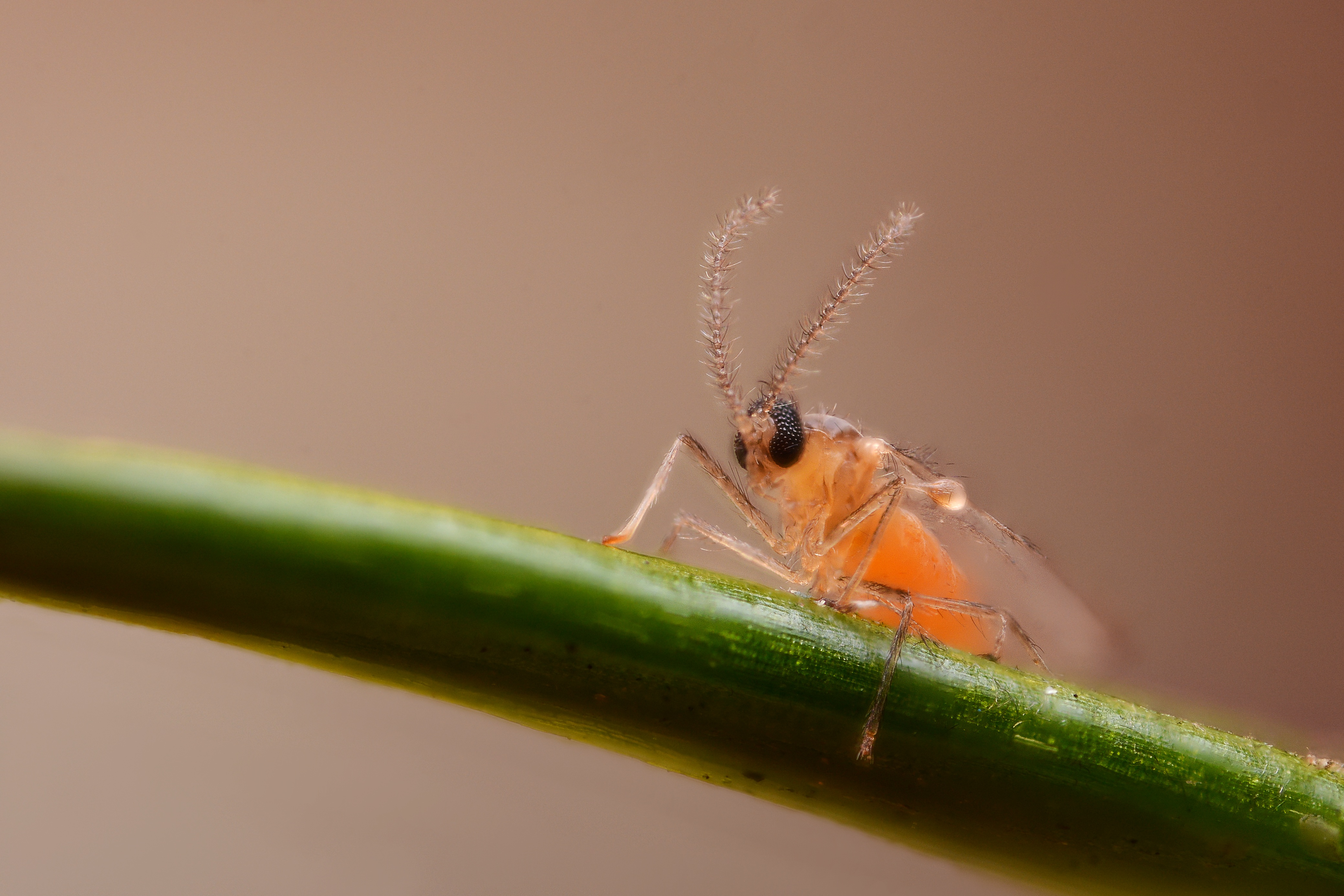
Femelle de Contarinia pseudotsugae montrant les longues antennes graciles caractéristiques du groupe
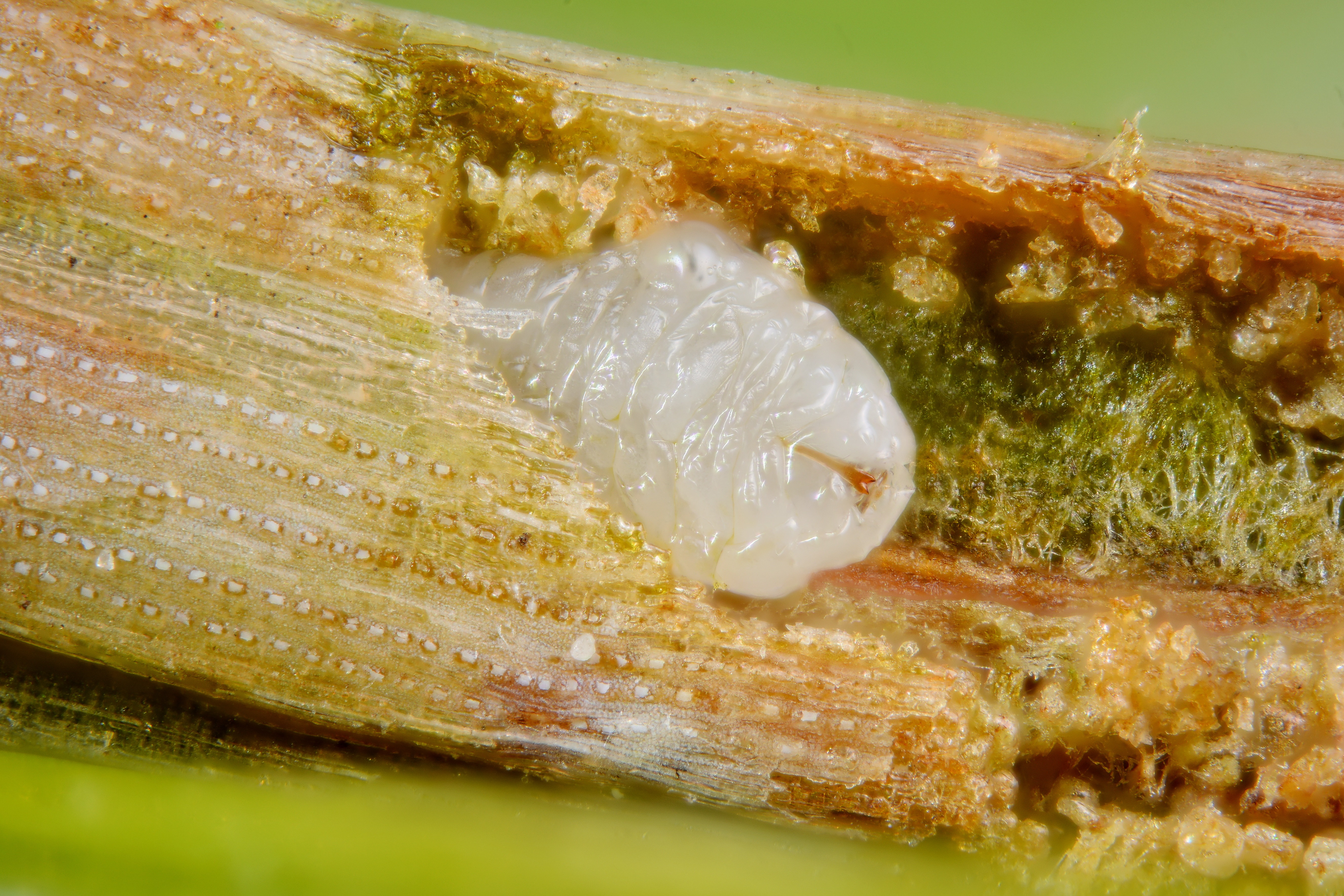
Larve de Contarinia pseudotsugae sensu lato dans une aiguille de douglas. La spatule sternale typique des Cecidomyiidae est bien visible.
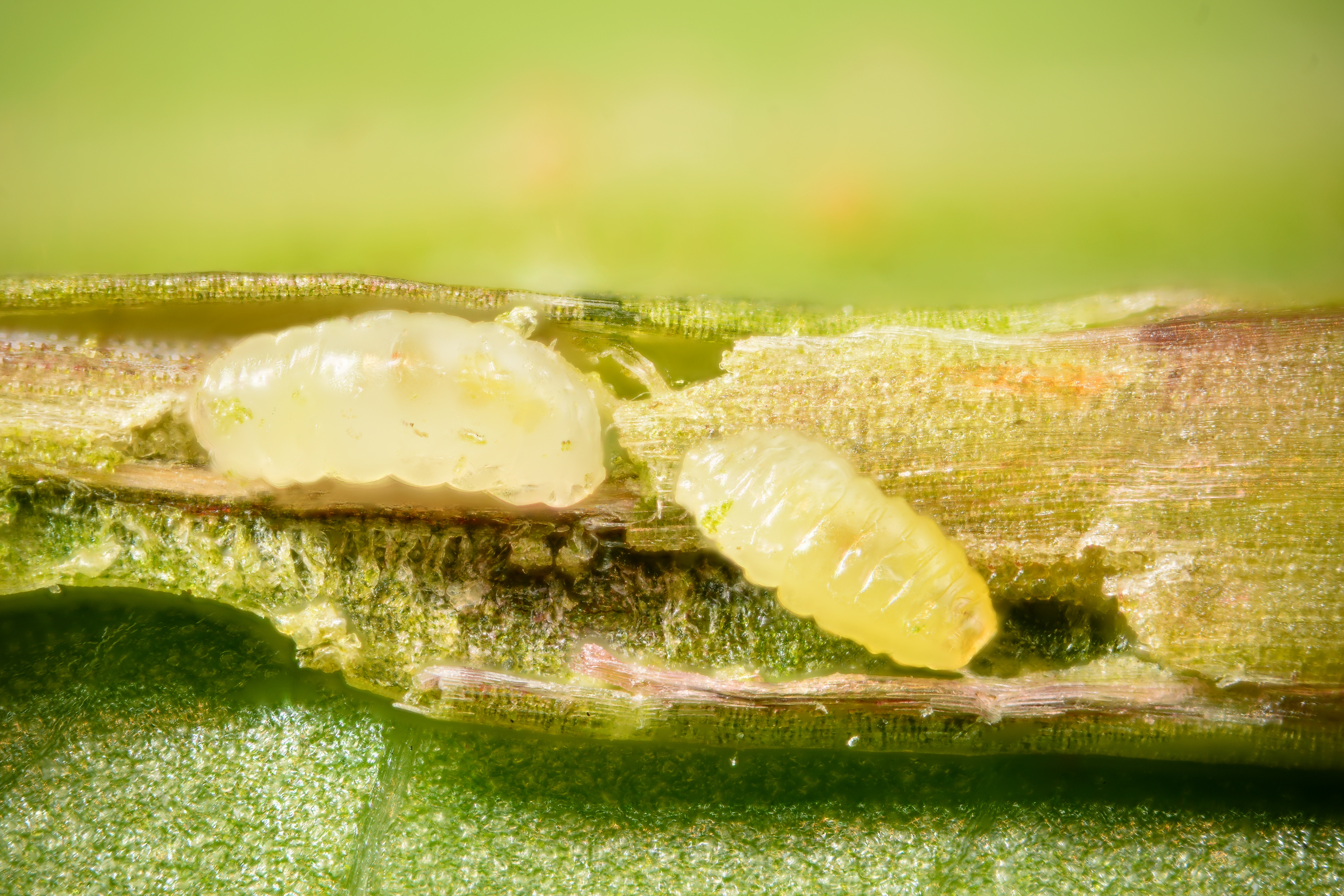
Larves de Contarinia pseudotsugae sensu lato dans une aiguille de douglas
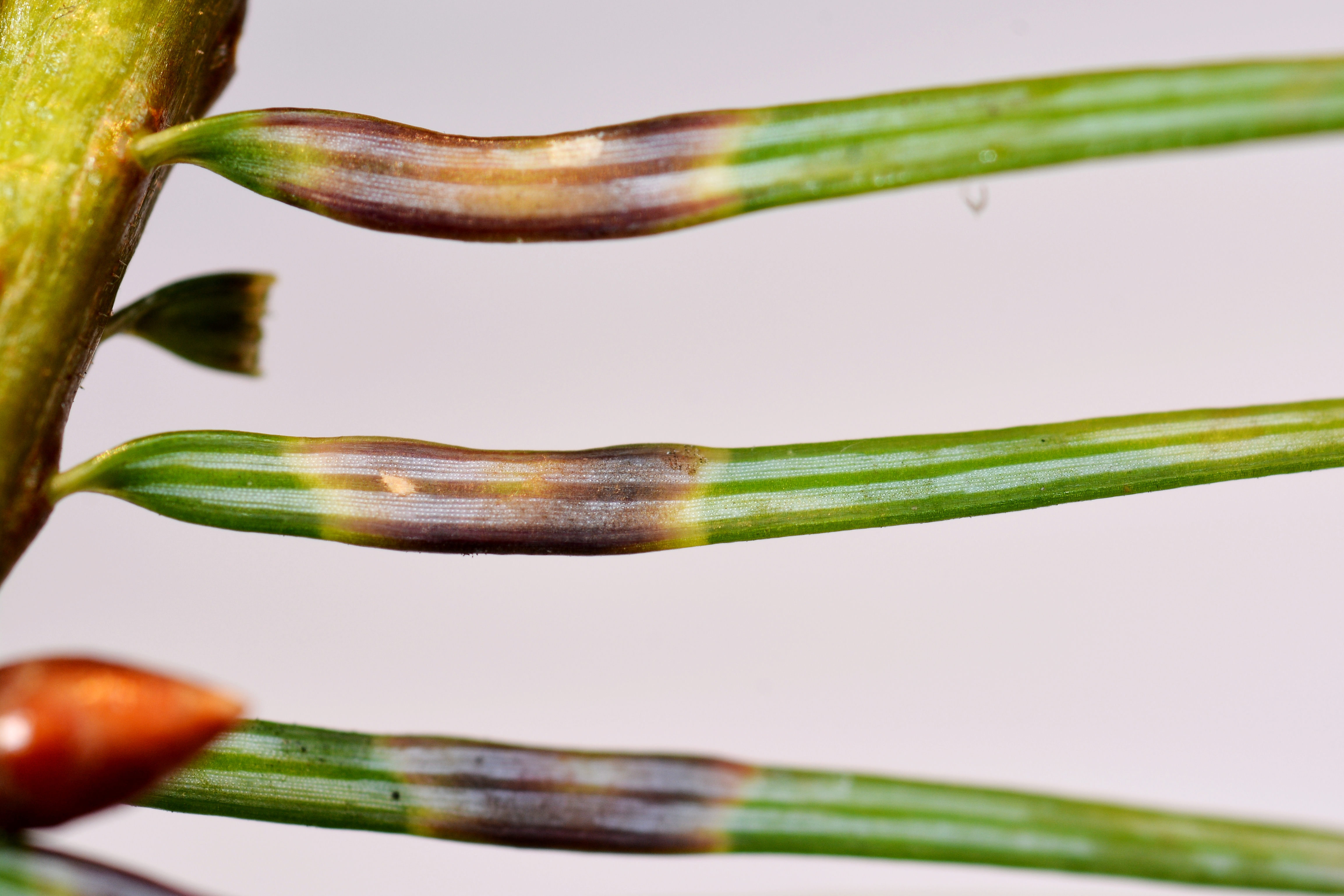
Galles provoquées par Contarinia pseudotsugae sensu lato
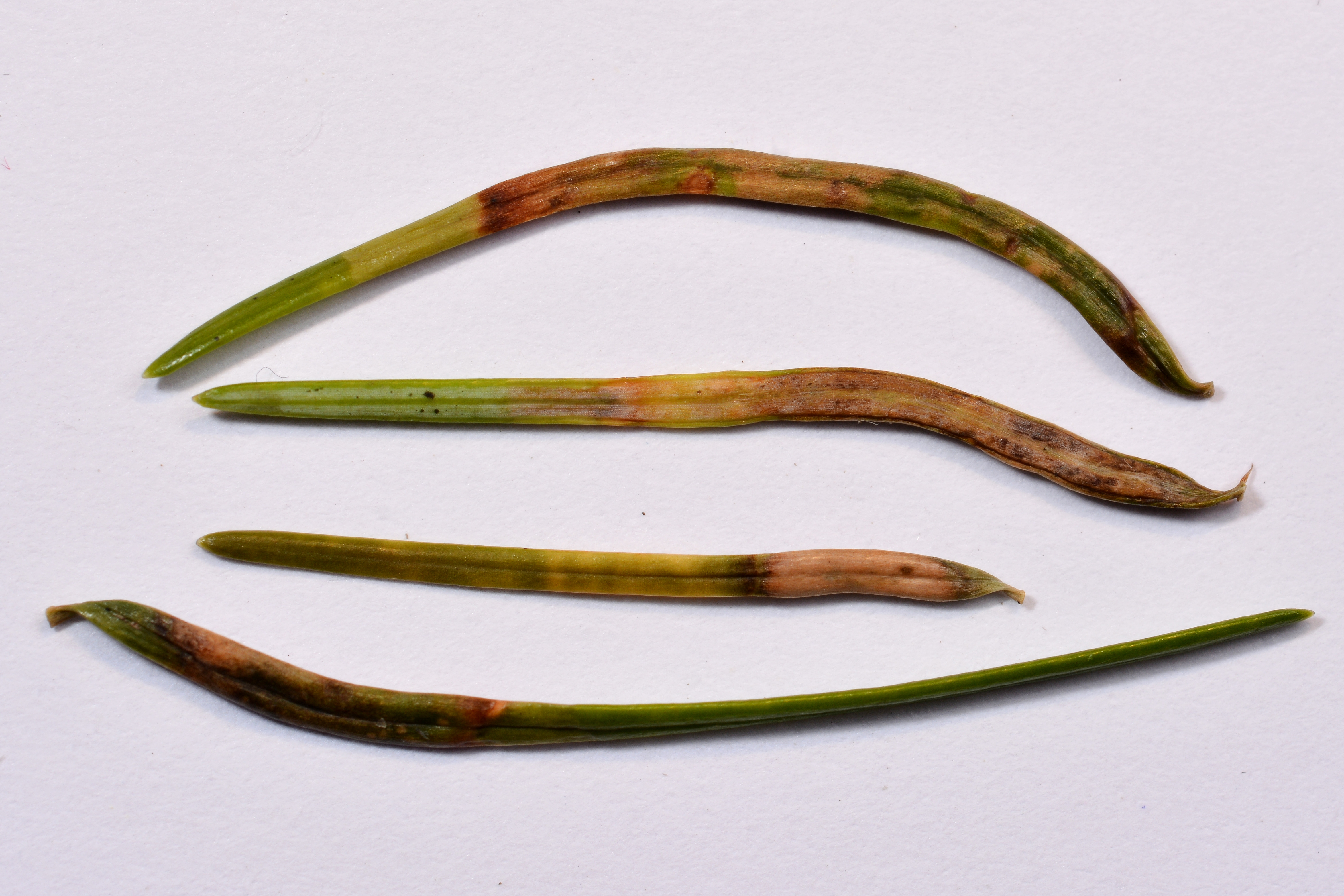
Aiguilles de douglas déformées par les galles de Contarinia pseudotsugae sensu lato

### Ennemis naturels
Lorsqu'elles se trouvent dans la galle, les larves sont peu vulnérables aux prédateurs et le fait qu'elles se laissent tomber au sol en fin d'automne par des températures froides et tissent ensuite immédiatement un cocon limite vraisemblablement la prédation sur les larves. Par contre, plusieurs genres de parasitoïdes de l'ordre des hyménoptères (Platygaster, Tetrasticus, Tridymus, Torymus) peuvent parasiter une grosse proportion des populations et vraisemblablement participer au contrôle naturel. Ces parasitoïdes se développent dans les larves et l'essentiel de leur développent a lieu à la fin de l'hiver.

## Distribution
Ces cécidomyies sont originaires du Canada et des États-Unis,.
En 2015 Contarina pseudotsugae sensu lato a été découverte en Belgique, et aux Pays-Bas. Elle est déjà très répandue à cette date en Belgique ce qui laisse supposer une introduction ancienne qui serait passée inaperçue. Cependant la biologie de l'espèce et sa découverte indépendante dans deux pays voisins laissent supposer que les dégâts provoqués étaient jusque là négligeables et que ce n'est qu'à la faveur d'un pic important de population que des dégâts ont pu être observés. À la suite de ces découvertes, Contarina pseudotsugae a été placée en janvier 2016 sur la liste d'alerte de l'Organisation européenne et méditerranéenne pour la protection des plantes (OEPP - EPPO). Cette liste n'implique pas de contraintes d'action contrairement aux listes de quarantaine mais vise à informer les états membres et à inciter au suivi d'espèces pouvant potentiellement avoir un impact économique. Elle a été signalée par la suite d'Allemagne et de France.
Au Mexique la présence de Contarinia pseudotsugae sensu stricto et de Contarinia constricta a été confirmée. Elles y sont considérées comme des "insectes exotiques de haut risque pour le Mexique". Contarinia constricta y est quant à elle considérée comme une espèce de quarantaine.

## Importance ensylviculture

### Diagnostique
On détecte la présence de ces espèces essentiellement via leurs galles. Les galles sont présentes normalement uniquement sur les aiguilles de l'année et sont surtout visible d'août à décembre. La galle se présente sous la forme d'une coloration brun jaunâtre teintée plus ou moins fortement de rougeâtre à violet foncé. L'aiguille peut être très légèrement enflée et elle est parfois fortement tordue. Certains champignons pathogènes peuvent cependant provoquer une modification de la coloration des aiguilles qui ressemble à ces galles (en particulier à la pointe des aiguilles). À partir de l'automne, les larves de 3e (dernier) stade peuvent assez facilement être trouvées en disséquant les aiguilles présentant des symptômes ce qui permet de poser un diagnostic certain. Entre mai et septembre les larves sont également présentes mais plus petites et plus difficile à trouver.

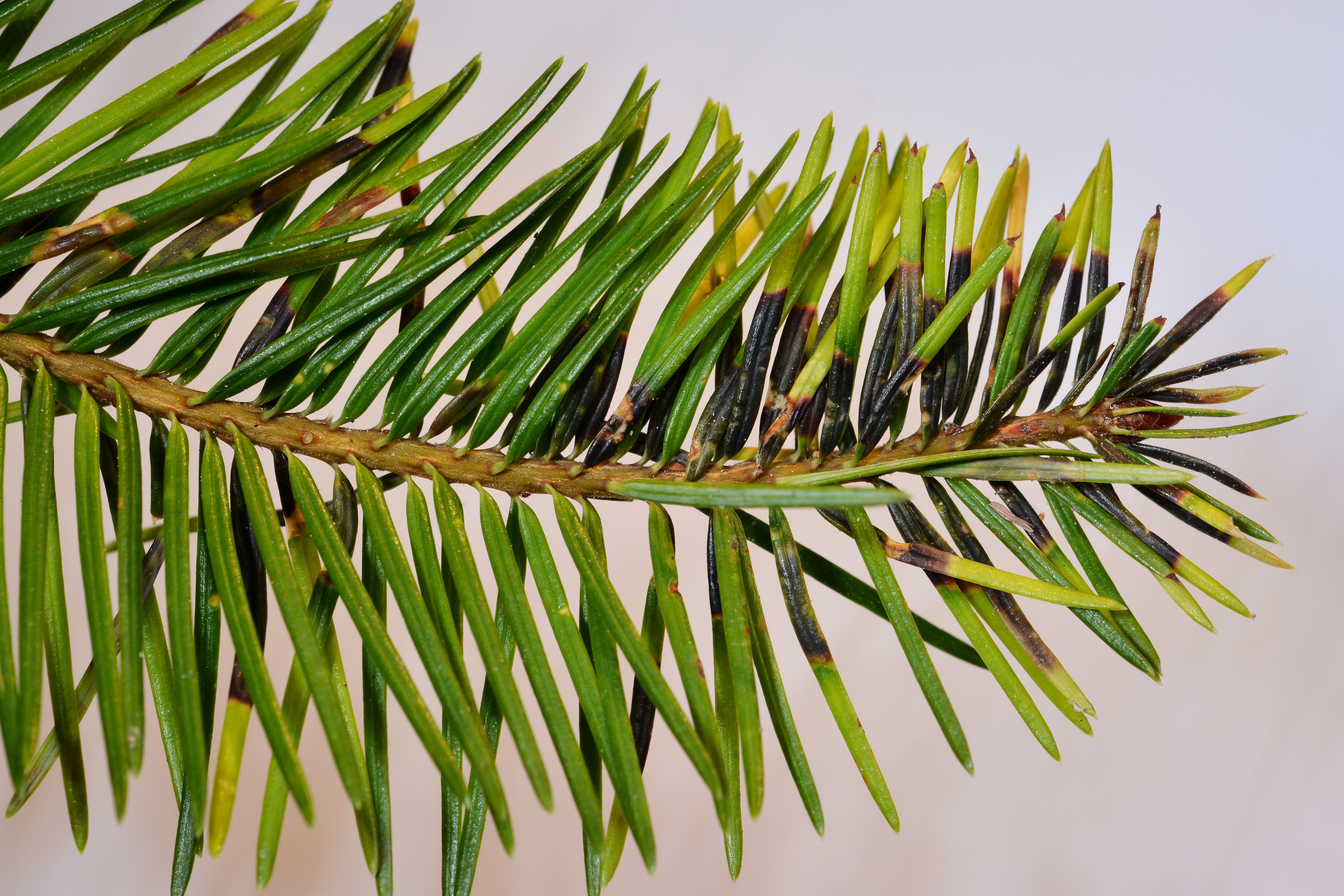
Variabilité des galles de Contarinia pseudotsugae sensu lato
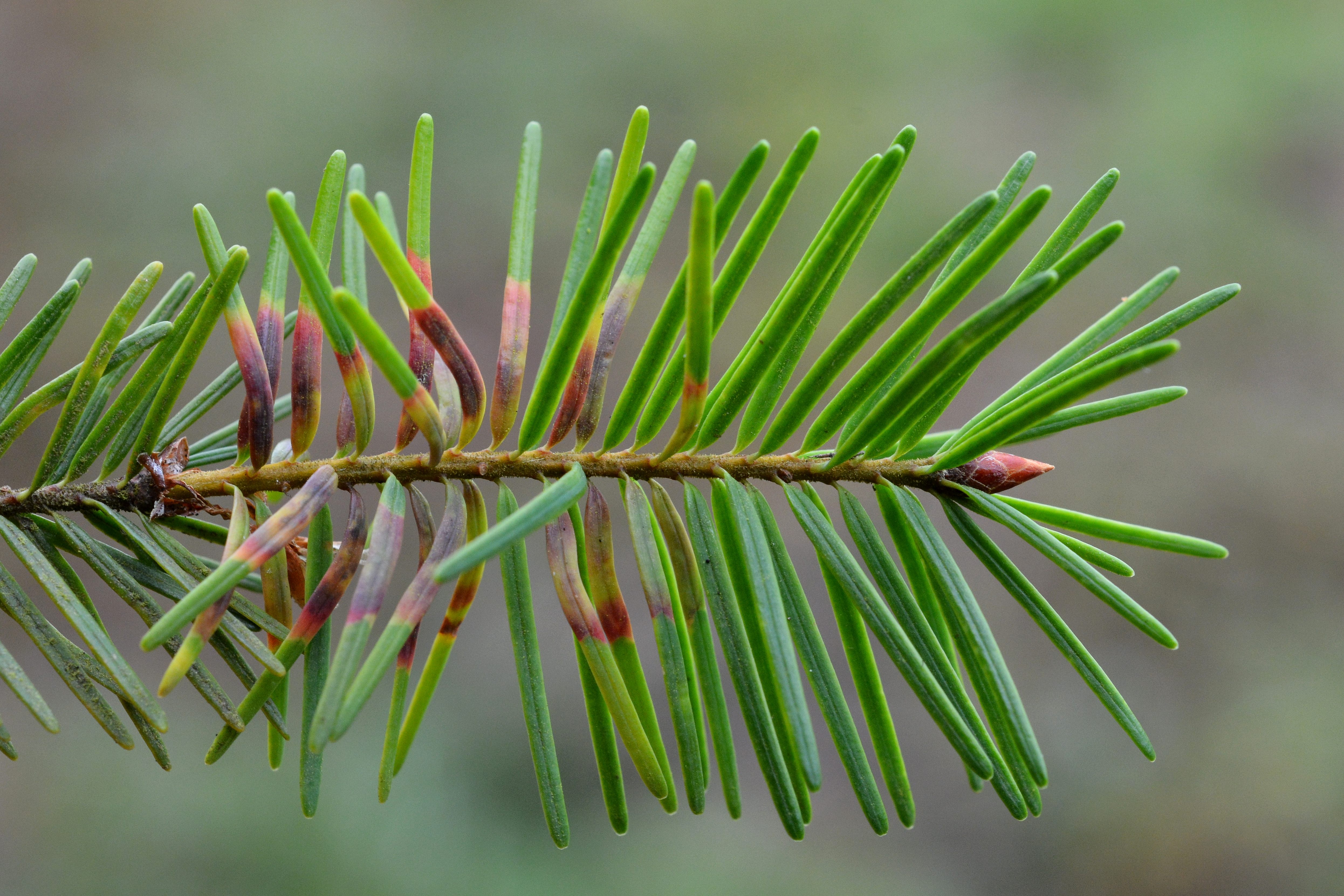
Variabilité des galles de Contarinia pseudotsugae sensu lato
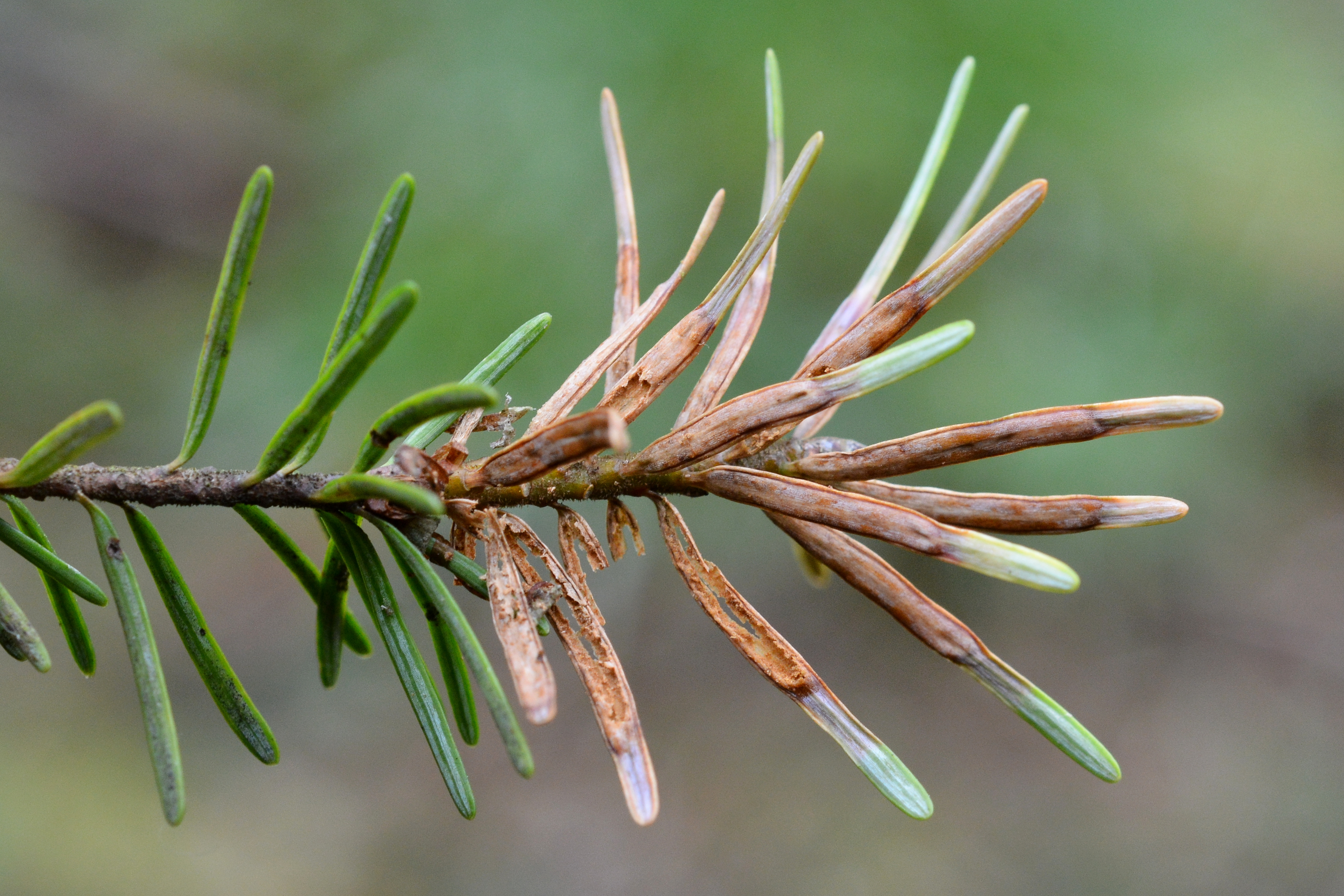
Variabilité des galles de Contarinia pseudotsugae sensu lato
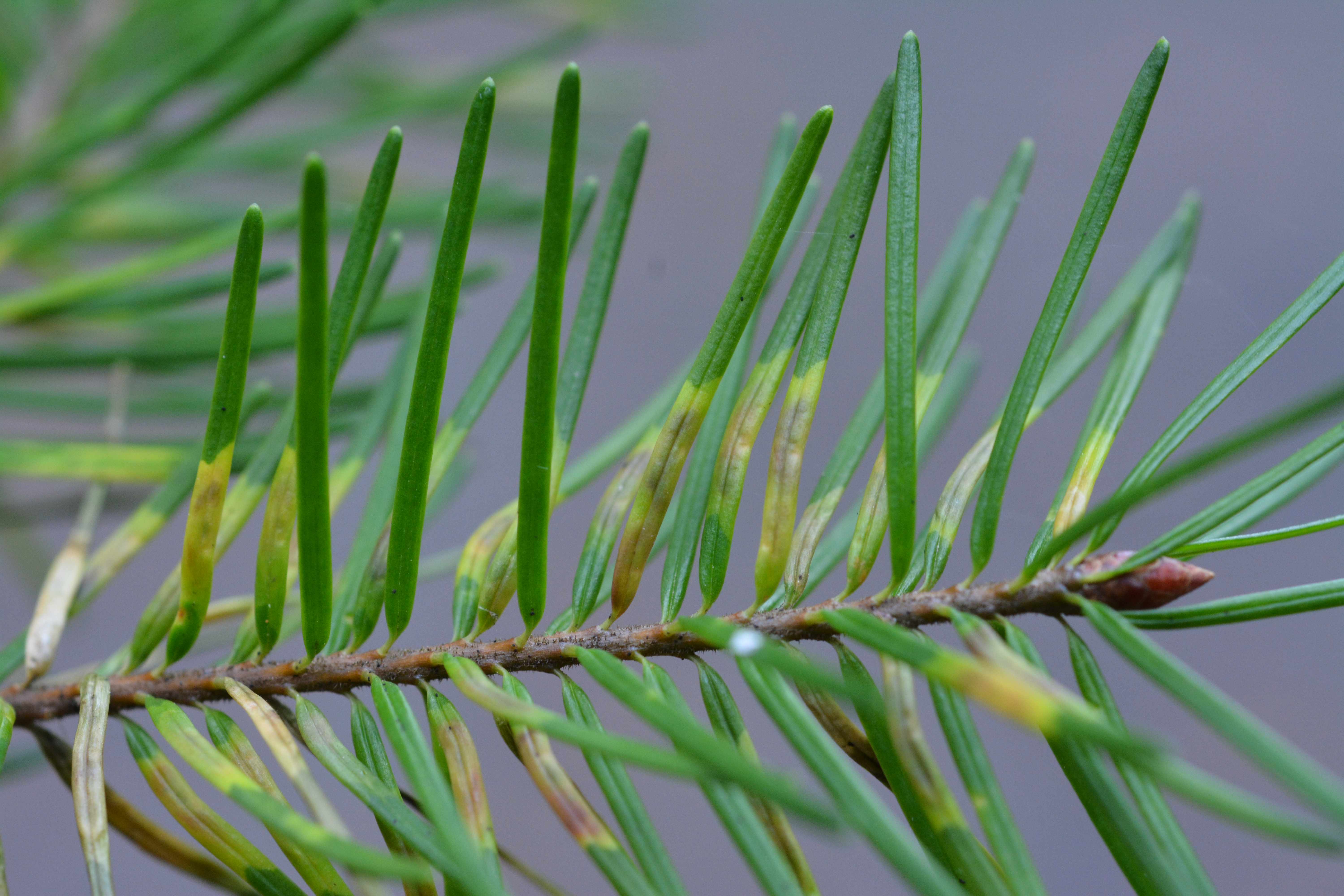
Variabilité des galles de Contarinia pseudotsugae sensu lato

Ces symptômes sont parfois confondus avec des attaques de champignons (ou des problèmes physiologiques) provoquant un brunissement/rougissement et un dessèchement de l'extrémité des aiguilles. Les galles de Contarinia pseudotsugae s.l. ne se trouvent normalement jamais à l'extrémité des aiguilles. Certaines aiguilles peuvent cumuler des galles et des attaques fongiques comme dans la dernière photo de la galerie ci-dessous. Il est également plausible que de tels dessèchement terminaux soient provoqués par la destruction des canaux conducteurs de sève par les larves mais dans ce cas une galle doit toujours être visible à la base de l'aiguille.

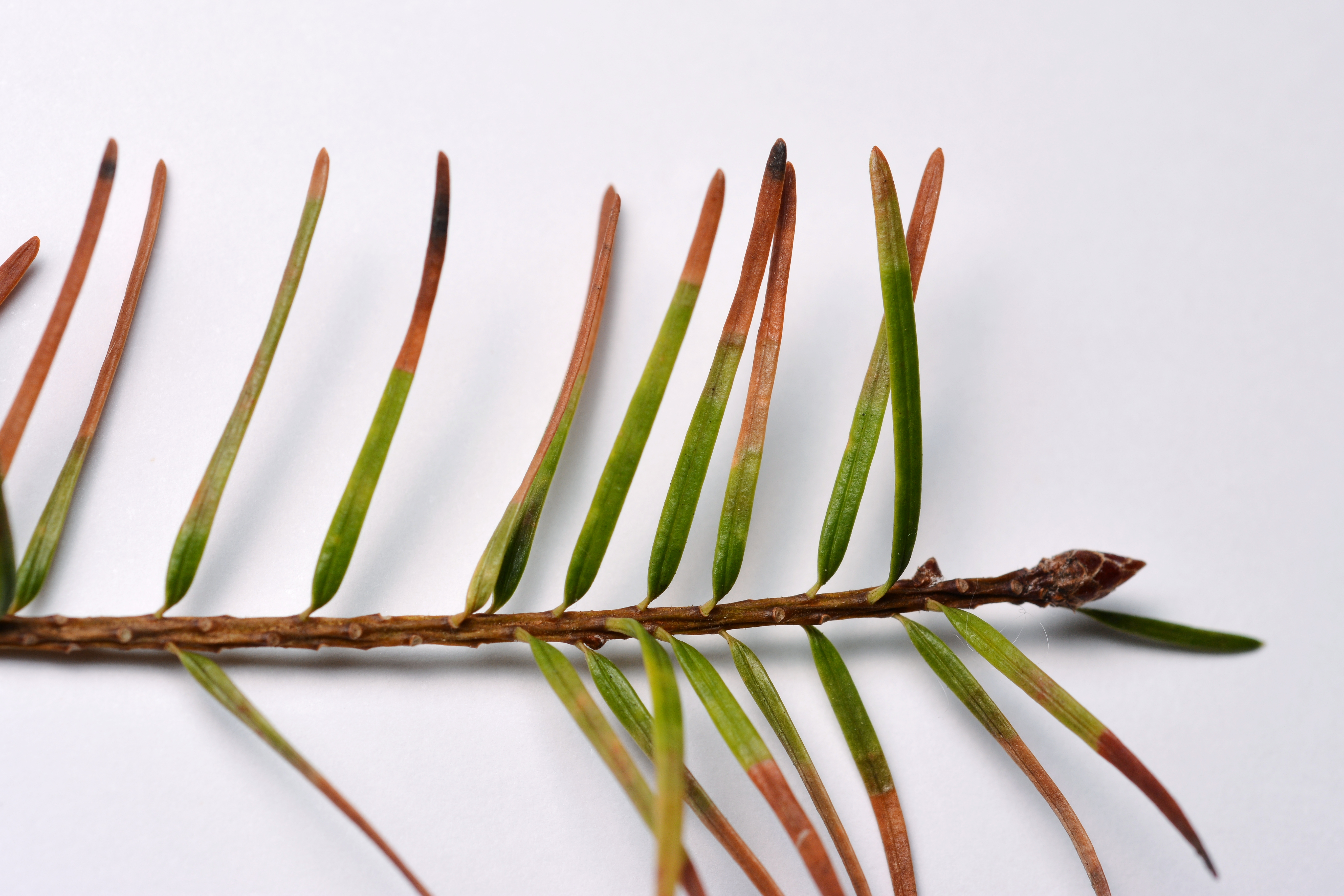
Attaque fongique
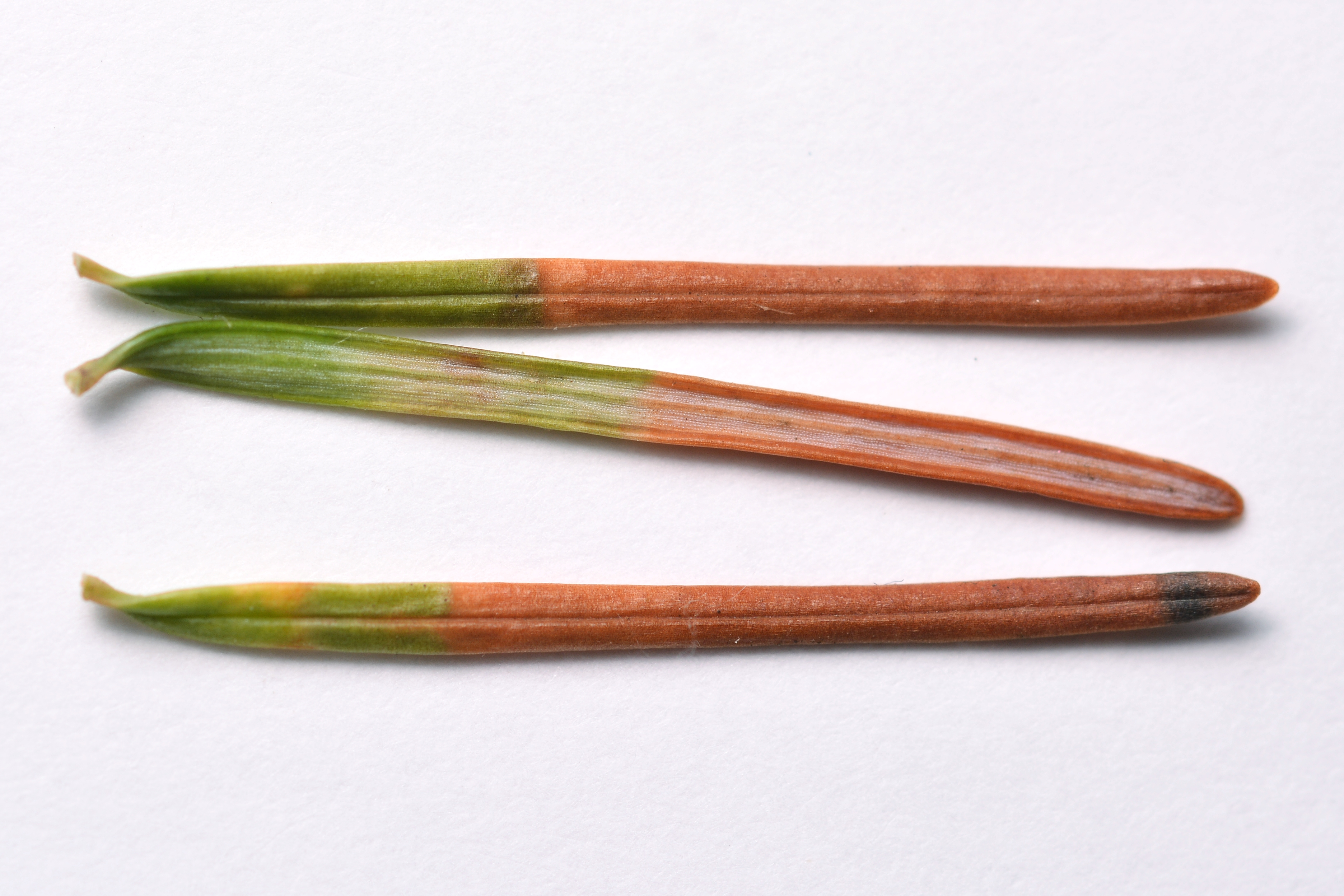
Attaque fongique
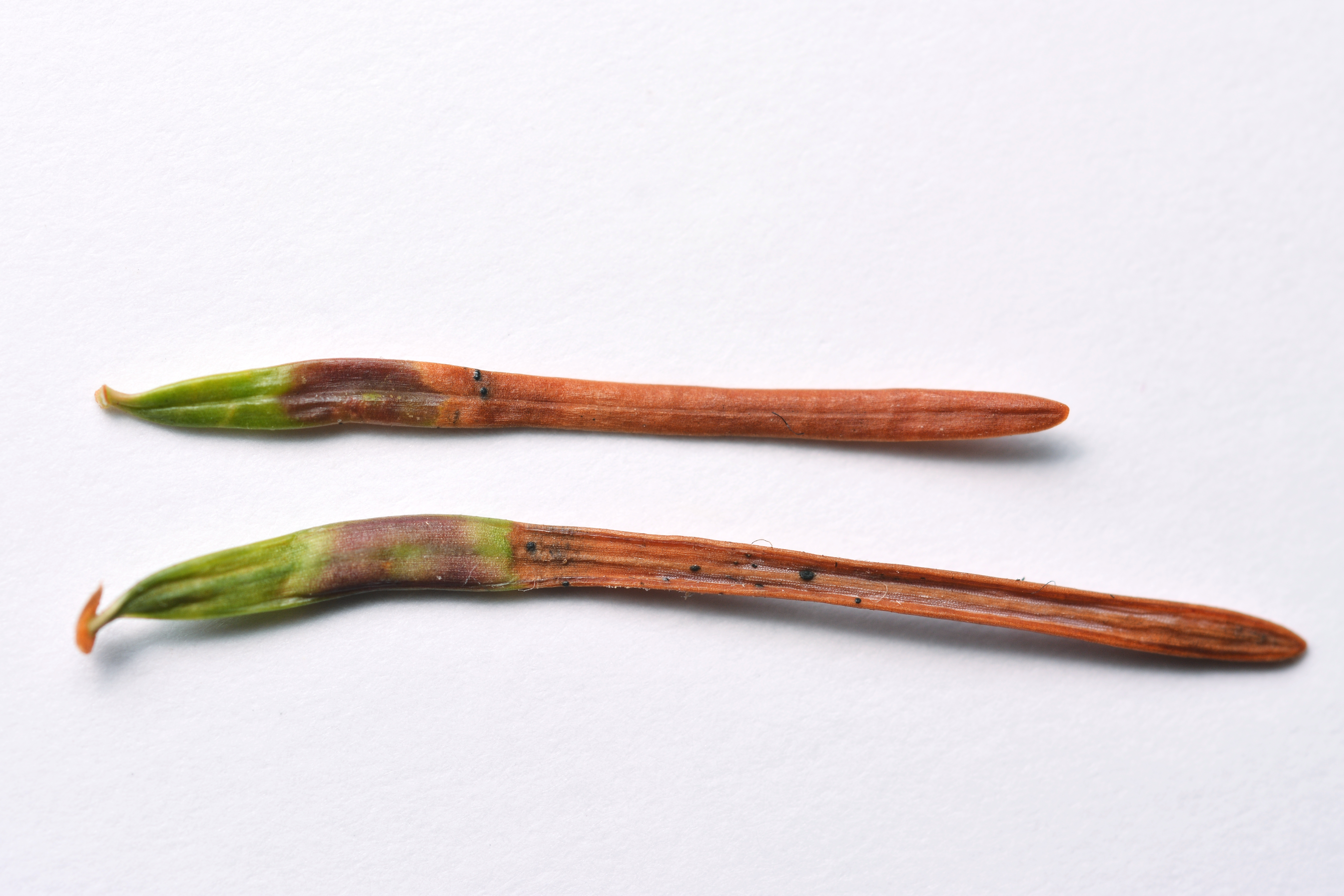
Galles + Attaque fongique

### Dégâts

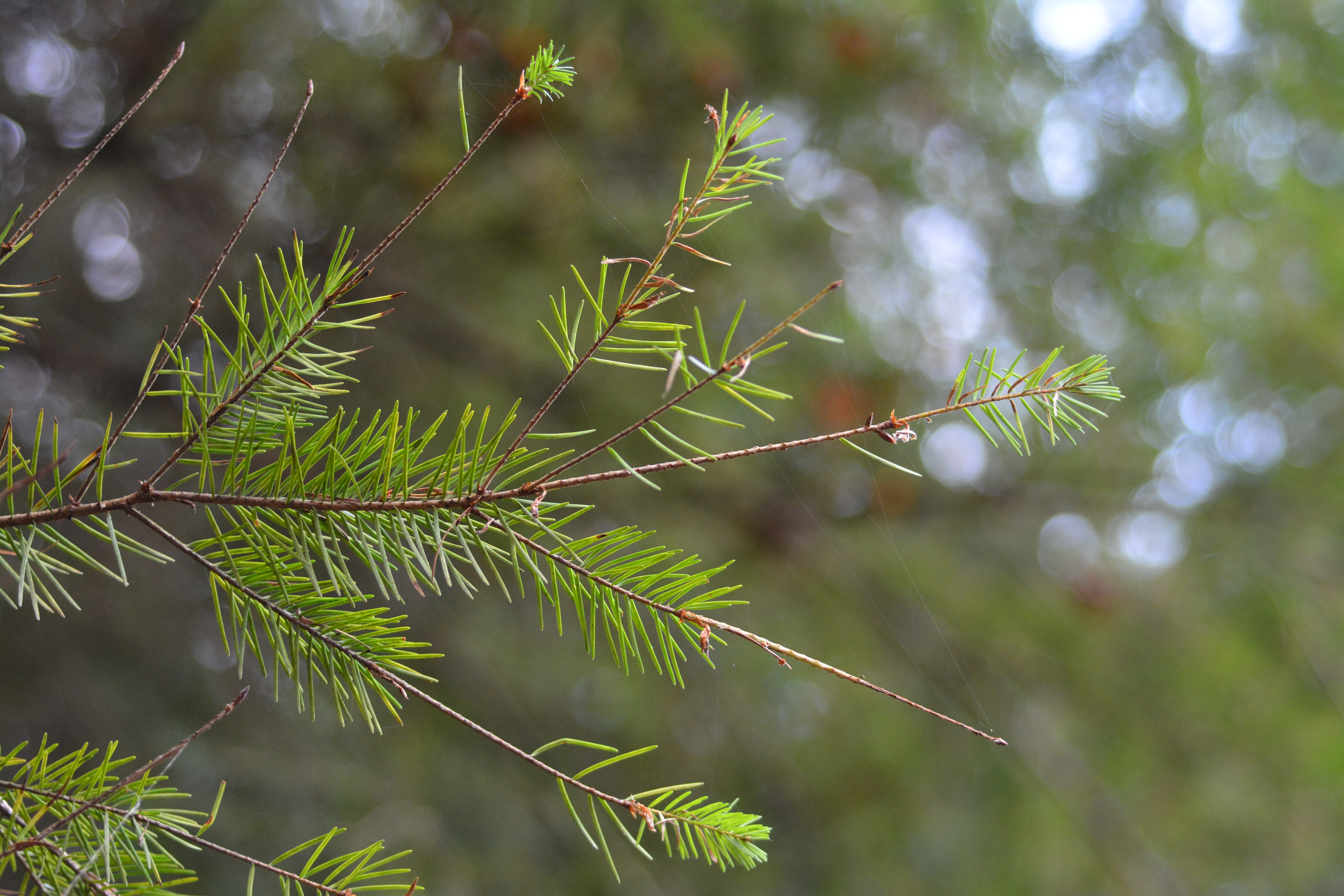
Chutes d'aiguilles de l'année provoquées par Contarinia pseudotsugae sensu lato

En Amérique du Nord, il semble que les dégâts dépendent du nombre de larves pénétrant dans chaque aiguille et donc de la taille des populations qui est extrêmement variable d'une année à l'autre pour C. pseudotsugae sensu stricto (plus stable pour les autres espèces) et de la concordance entre le débourrement des bourgeons et l'apparition des adultes. Lorsque les bourgeons n'ont pas encore débourré mais que les adultes qui ne vivent que quelques jours ont déjà émergé, ils peuvent pondre sur d'autres résineux mais sans que les insectes puissent s'y développer.
Ces insectes peuvent rester discrets, sans provoquer de dommages, pendant de longues périodes. Les années de grosses infestations on peut cependant avoir 75-100 % des aiguilles de l'année attaquées.
Lorsqu'il y a plusieurs larves par aiguille, les aiguilles finissent en général par tomber ce qui peut entraîner des chutes massives d'aiguilles aux extrémités des rameaux. Plusieurs années consécutives de grosses infestations peuvent provoquer la mort des rameaux. Ce sont donc surtout les jeunes sujets qui peuvent être affaiblis étant donné que les aiguilles de l'année représentent une proportion importante de leur feuillage mais ces insectes à eux seuls ne semblent pas provoquer la mort des arbres.

### Moyens de lutte
En Amérique du Nord, des insecticides sont appliqués pour protéger les pépinières (entre autres pour la production de sapins de noël) mais ceux-ci doivent impérativement être appliqués dans une fenêtre de temps très précise correspondant à l'émergence des adultes pour être efficaces et nécessitent donc un monitoring précis de ces émergences,,. Une fois que les larves ont pénétré dans les aiguilles les insecticides sont inactifs. Des mesures préventives sont également appliquées en évitant de planter du douglas dans les régions les plus infestées et pendant les années où on observe des pullulations,. Il est aussi recommandé d'éliminer les arbres les plus sévèrement atteints en début d'automne, avant que les larves ne quittent les aiguilles.